# Allahdad
Allahdad («Justicia divina») es el nombre del violento motín antijudío en 1839 que se vivió por el homicidio y la conversión forzosa de los judíos de Mashhad (en persa : مشهد), en la región del Gran Jorasán, en Irán.  
Después de la conversión forzosa de los judíos (anusim) de Mashhad al islam, muchos practicaron el criptojudaïsmo. El incidente fue importante, ya que una comunidad entera fue obligada a convertirse. Esto fue una de las primeras veces que los judíos europeos intercedieron en nombre de los judíos iraníes.
Se evalúa entre 30 y 40 judíos asesinados como consecuencia de este pogrom antisemita.
Hoy se cuantifican unos 20 000 judíos descendientes de los judíos de Mashhad: 10 000 viven en Israel. Los demás residen mayoritariamente en Estados Unidos.